# Erling Kristensen
Christen Erling Jensen Kristensen, född 9 juni 1893, död 25 juni 1961, var en dansk författare.
Erling Kristensen föddes i ett lantarbetarhem på Jylland, flyttade med familjen från herrgård till herrgård och fick tidigt själv börja arbeta hos bönder och vid torvtäkt, sjutton år gammal blev han mekaniker och fick efter några år egen verkstad. Han hade tidigt börjat skriva och debuterade 1927 med romanen Støtten, ett häftigt angrepp mot den danske bonden, utfört i brett realistisk stil. Han verkstad blev på grund av boken bojkottad, och han måste lämna sin hemort. I den följande boken Byen mellem to Taarne (1928) behandlade Kristensen utifrån egna erfarenheter förhållandet mellan konstnärsnaturen och de vanliga människorna. Han utgav därefter romanerna Stodderkongen (1929, svensk översättning Skajskungen, 1931), en kraftfullt utförd skildring av livet i en liten dansk by, där han diskuterar bland annat socialismens problem, en bok om sammanhållning och egoistisk individualism, Ler (1930), en psykologisk studie över en självupptagen "husmand", Kværnen maler (1932), återigen en starkt kritisk bondelivsskildring, Drejers Hotel (1934), en satirisk teckning av livet i ett stort nöjesetablissemang, som står inför ekonomisk undergång och Menneske mellen Mennesker (1936), en berättelse om en författare, som förgäves söker en miljö, som kan ge honom ro undan människornas egoism. Noget for enhver Smag (1935) är en samling noveller, Omkring en Menneskerede (1947) innehåller små prosastycken i lyrisk ton med motiv från Kristensens hembygd. Kristensen hade skarp blick för mänsklig svaghet, han dröjde gärna vid livets mörkaste sidor, han hade fint sinne för naturen, och hans framställning var vanligen energisk och levande.